# Szkoła Morska w Tczewie

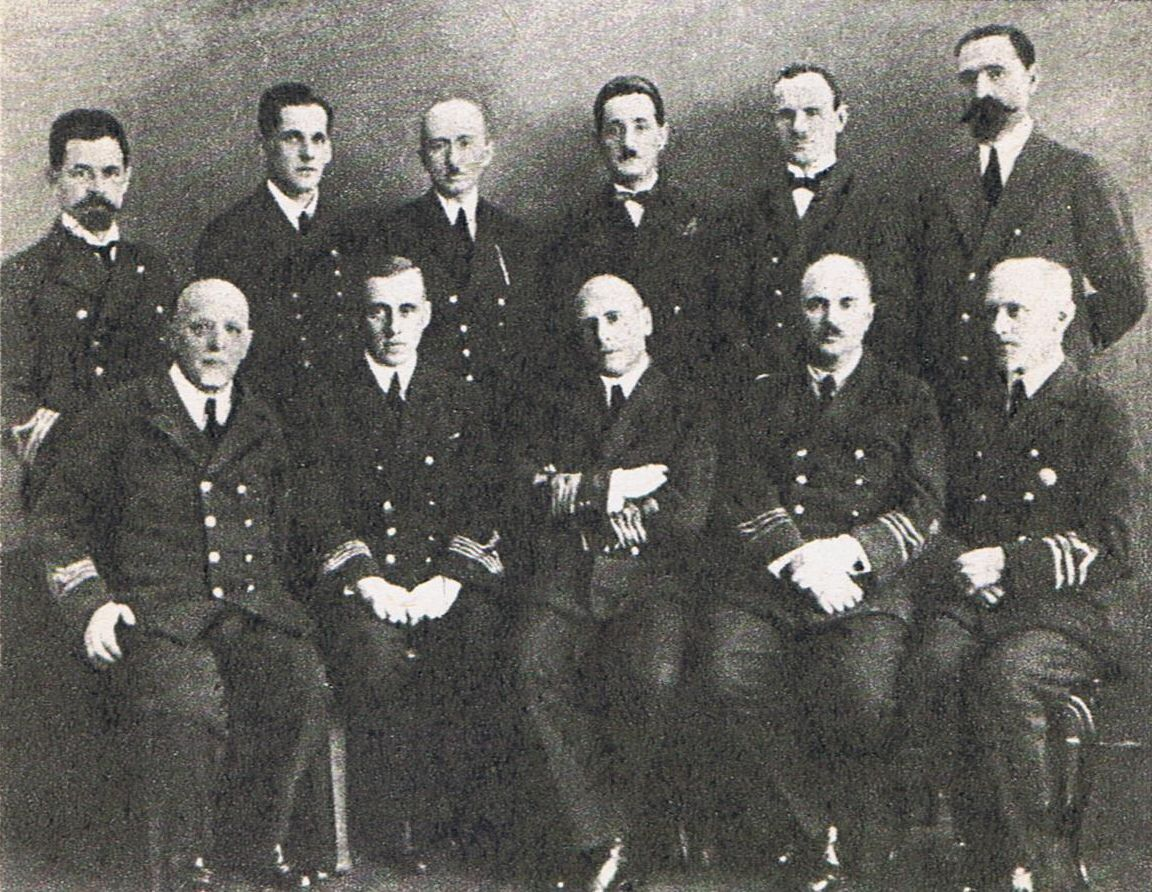
Wykładowcy Szkoły Morskiej w Tczewie. Stoją od lewej: Stanisław Dłuski, Antoni Ledóchowski, Aleksander Maresz, Aleksy Majewski, Witold Komocki, Tadeusz Kokiński. Siedzą od lewej: Kazimierz Bielski, Mamert Stankiewicz, Antoni Garnuszewski, Gustaw Kański, Jan Roiński

Szkoła Morska w Tczewie – pierwsza państwowa szkoła morska w Polsce, utworzona w Tczewie po odzyskaniu przez Polskę niepodległości.

## Historia
Szkoła powołana została w okazałym, wczesnomodernistycznym gmachu dawnej szkoły żeńskiej (Neue Altstädische Mädchenvolksschule) wybudowanym według planów architekta drezdeńsko-gdańskiego Curta Hempla i budowniczego miejskiego Ottona Spechta w latach 1908-1912 przy ulicy 30 Stycznia 3 (dawna Stargarderstrasse).
- 17 czerwca 1920 – powołanie
- 8 grudnia 1920 – inauguracja pierwszego roku szkolnego, przyjęto 58 słuchaczy
- 1929 – zatwierdzenie pierwszego statutu, określającego SM jako szkołę wyższą typu zawodowego
- 1930 – przeniesienie do Gdyni i zmiana nazwy na Państwowa Szkoła Morska

Od 1 września 1948 w gmachu zajmowanym dawniej przez Szkołę Morską, przy ul. Szkoły Morskiej 1, mieści się I Liceum Ogólnokształcące im. Marii Skłodowskiej-Curie.

## Wykładowcy szkoły
- Antoni Garnuszewski
- Florian Hłasko
- Antoni Ledóchowski

## Absolwenci
- Karol Olgierd Borchardt (1928)
- Mieczysław Cedro (1924)
- Romuald Cielewicz (1930)
- Jan Ćwikliński (1924)
- Mieczysław Dębicki (1924)
- Stanisław Kosko (1923)
- Konstanty Kowalski (1927)
- Michał Leszczyński (1928)
- Tadeusz Meissner (1925 z wyróżnieniem)
- Michał Niczko (1927)
- Rowmund Piłsudski (1923)
- Jan Strzembosz (1926 z wyróżnieniem)
- Marian Wojcieszek (1924)
- Antoni Piotr Zieliński (1924)

## Statki szkolne

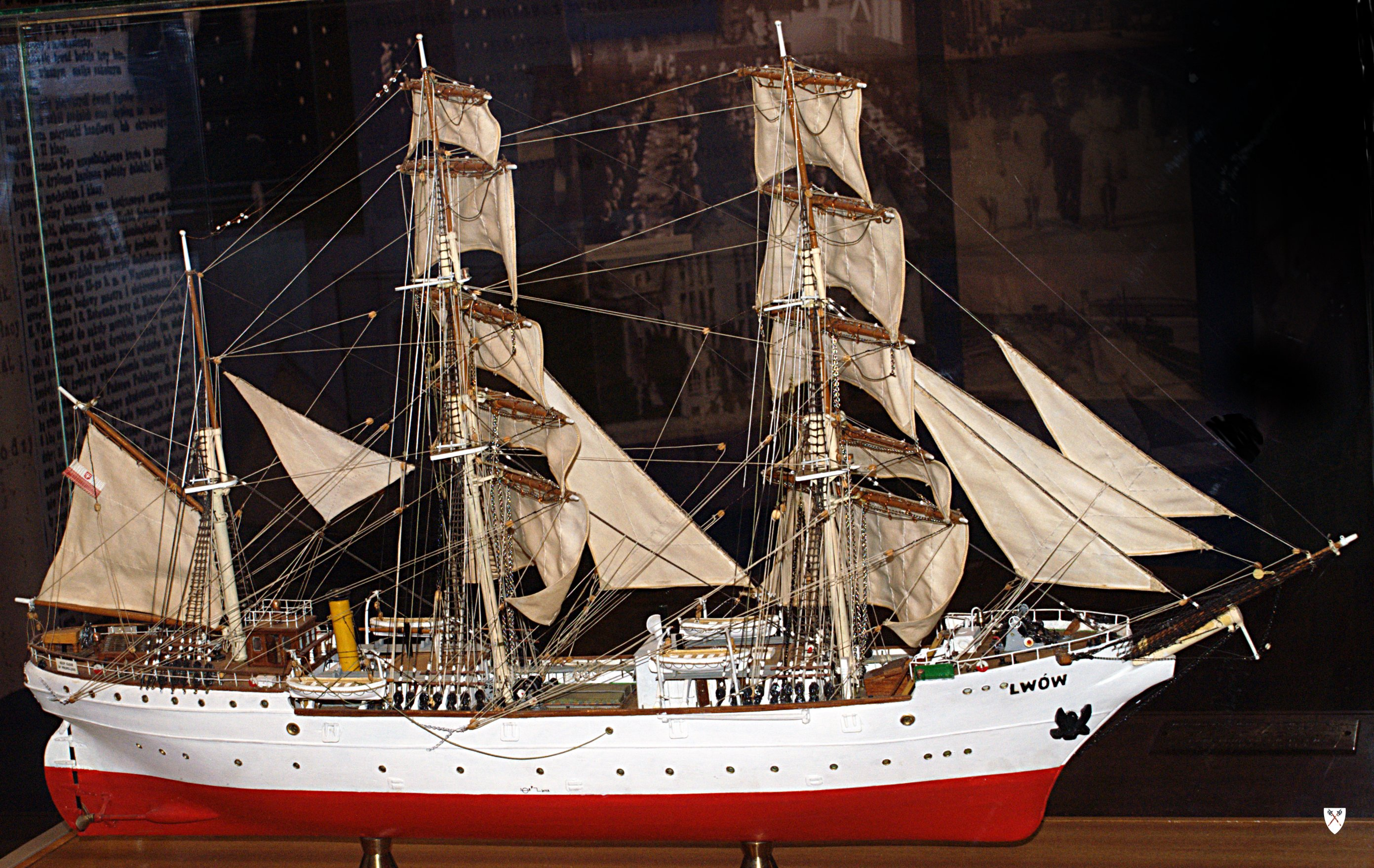
STS Lwów
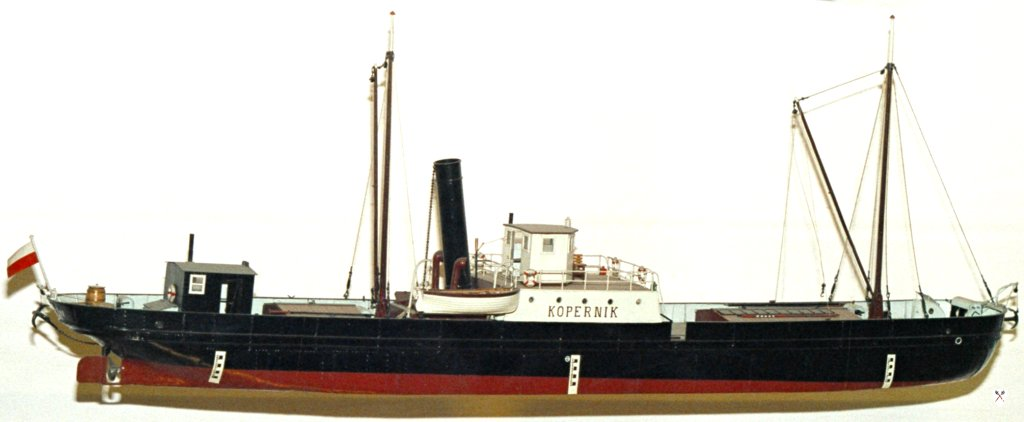
Kopernik

## Upamiętnienie
Współcześnie spadkobiercą tradycji Szkoły Morskiej w Tczewie jest Akademia Morska w Gdyni, w której znajduje się Izba Tradycji Akademii, a w niej fragment poświęconej jej tczewskim korzeniom.
18 czerwca 2008, w Muzeum Wisły w Tczewie, otwarto wystawę czasową „Szkoła Morska w Tczewie, 1920-1930. Kolebka kadr Polskiej Marynarki Handlowej”.